# Кастельнуово-Магра
Кастельнуово-Магра, Кастельнуово-Маґра (італ. Castelnuovo Magra, ліг. Castarnò) — муніципалітет в Італії, у регіоні Лігурія, провінція Спеція.
Кастельнуово-Магра розташоване на відстані близько 320 км на північний захід від Рима, 95 км на схід від Генуї, 17 км на схід від Спеції.
Населення — 8441 особа (2014).

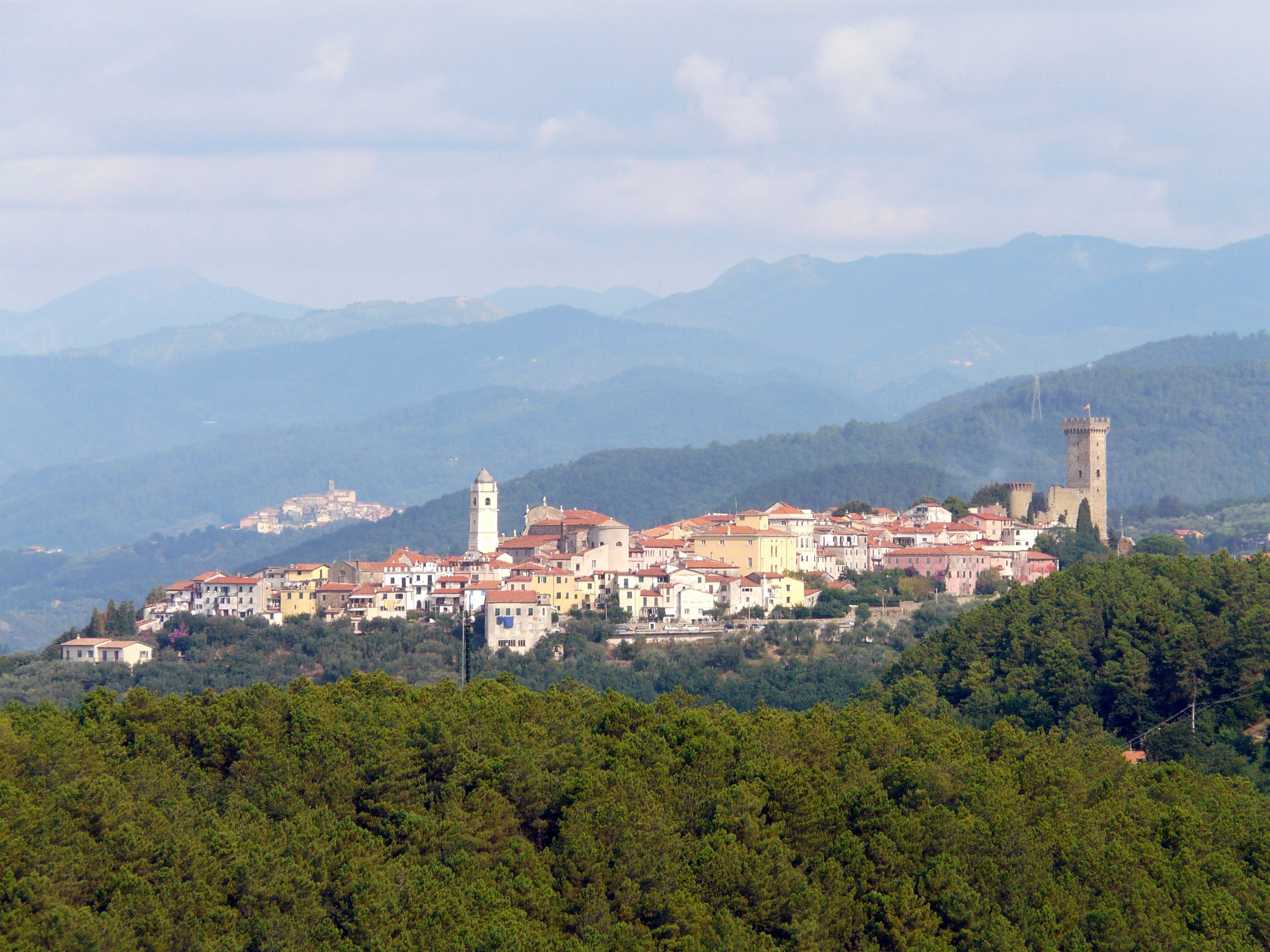

Щорічний фестиваль відбувається 7 квітня. Покровитель — San Fedele.

## Демографія
Населення за роками:

Станом на 1 січня 2023 року в муніципалітеті офіційно проживав 391 іноземець з 46 країн, серед них 193 громадяни країн Євросоюзу та 7 громадян України.

## Уродженці
- Ліберо Маркіні (*1914 — †2003) — відомий у минулому італійський футболіст, півзахисник, ліберо.

## Сусідні муніципалітети
- Фоздіново
- Ортоново
- Сарцана